# Pararge niigatana
Pararge niigatana är en fjärilsart som beskrevs av Siuiti Murayama 1965. Pararge niigatana ingår i släktet Pararge och familjen praktfjärilar. Inga underarter finns listade i Catalogue of Life.